# Pierre Gamarra
Pierre Gamarra (n. 10 iulie 1919 - d. 20 mai 2009) a fost un scriitor francez.
Romanele sale sunt inspirate din viața oamenilor obișnuiți sau evocă anumite pagini din istoria Franței.
În 1948, a primit la Lausanne premiul internațional Charles Veillon pentru romanul La Maison de feu.

## Opera

### Scrieri pentru copii
- 1963: Căpitanul Primăvară ("Le Capitaine Printemps")
- 1974: Moustache et ses amis de toutes les couleurs
- 2002: Aventurierii alfabetului ("Les Aventuriers de l'alphabet").

### Romane și nuvele
- 1948: La Maison de feu, roman premiat cu Prix international Charles Veillon
- 1953: Casa bărbaților ("Les Mains des hommes")
- 1953: Rosalie Brousse
- 1955 : Le Maître d'école[2]
- 1962: Soția lui Simon ("La femme de Simon")[2]
- 1967: Misterele din Toulouse ("Les Mystères de Toulouse")
- 1970: Aurul și sângele ("L'Or et le Sang")
- 1991: Viața este frumoasă ("La vie est belle")
- 1988: Nopțile Bastiliei ("Les Nuits de la Bastille").

### Biografii
- 1992: Viața fabuloasă a lui Cristofor Columb ("La Vie fabuleuse de Cristóbal Colón")
- 1994: Vasco Núñez de Balboa, descoperitorul Pacificului ("Vasco Núñez de Balboa, découvreur du Pacifique")
- 2000: Viața și faptele marelui amiral Zheng He ("Vie et prodiges du grand amiral Zheng He")
- 2004: Prietena noastră, George Sand ("Notre amie George Sand")
- 2005: Prietenul nostru, Jules Verne ("Notre ami Jules Verne").

### Eseuri
- 1974: Lectura, de ce o facem? ("La lecture, pour quoi faire?")
- 1980: Lecturile mele pentru toți ("Mes lectures pour tous")
- 1985: Educația civică, ce semnifică astăzi? ("L'éducation civique, c'est quoi aujourd'hui?").

### Poezie
- 1952: Cântecul meu de dragoste ("Un chant d'amour")
- 2004: Lumea ireală ("Le Monde irréel")
- 2009: Patria mea, Occitania ("Mon pays , l'Occitanie").

### Teatru
- 1970: Billy the Kid
- 1971: Douăzeci de mii de leghe sub mări ("Vingt-mille lieues sous les mers")
- Une rose tsigane
- Le Pont sur la Clarinette
- Le Roi Mirliton
- Josué Trompette
- Bonheur and Co.
- En passant par la Louisiane.